# Leah Goldstein
Pour les articles homonymes, voir Goldstein.
Leah Goldstein, née le 4 février 1969 à Vancouver, est une coureuse cycliste professionnelle canadienne devenue aussi israélienne en 2002. En 2021, elle devient la première femme à remporter la Race Across America toutes catégories,,.

## Biographie
Née au Canada, Goldstein est élevée en Israël lorsque sa famille fait son alya. À l'âge de 17 ans, elle remporte le championnat du monde de kick-boxing poids coq. Elle passe 9 ans dans les commandos et la police secrète israéliens.

## Carrière
Athlète naturelle, elle a remporté le championnat du monde de kickboxing poids coq en 1989 et a été championne d'Israël de duathlon. Peu avant les Jeux olympiques de 2004, elle s'est cassé la main lors d'une course en Pennsylvanie. Puis, en 2005, après avoir remporté 9 de ses 11 premières courses, elle est accidentée lors de la Cascade Bicycle Classic qui a presque mis fin à sa carrière. Elle est hospitalisée pendant deux mois et demi et on lui annonce qu'elle ne pourrait remarcher qu'avec une canne.
En 2011, Leah Goldstein remporte la catégorie solo féminine de la Race Across America (RAAM). En 2019, elle arrive deuxième féminine et cinquième au classement général de la RAAM. En juin 2021, âgée de 52 ans, elle remporte la RAAM hommes et femmes en 11 jours, trois heures et trois minutes.

## Palmarès sur route
- 2000
  - 3e du championnat du Canada du contre-la-montre
- 2001
  - 3e du championnat du Canada du contre-la-montre
  - 15e du contre-la-montre des championnats du monde sur route
- 2002
  - 2e du championnat du Canada du contre-la-montre
  - 3e de Cascade Cycling Classic
- 2003
  -  Championne d'Israël sur route
  - 23e du contre-la-montre des championnats du monde sur route
- 2005
  - Mount Hood Cycling Classic
  - 2e, 3e et 5e étapes de Mount Hood Cycling Classic
- 2006
  - Mount Hood Cycling Classic
- 2007
  -  Championne d'Israël sur route
  -  Championne d'Israël du contre-la-montre
  - Mount Hood Cycling Classic
  - 4e étape de Mount Hood Cycling Classic
  - 2e de Gastown Grand Prix
- 2008
  -  Championne d'Israël sur route
  -  Championne d'Israël du contre-la-montre
  - Tour of the Gila
  - 1re étape de Mount Hood Cycling Classic
  - 1re étape de Tour of the Gila
  - 3e de Mount Hood Cycling Classic
- 2009
  -  Championne d'Israël sur route
  -  Championne d'Israël du contre-la-montre
  - 2e de Mount Hood Cycling Classic
- 2011
  - Race Across America
- 2021
  - Race Across America (hommes et femmes)